# Ceol de Wessex

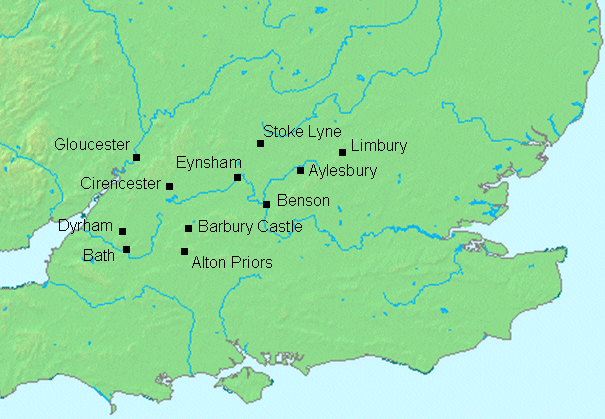
Mapa dos locais mencionados na Crónica anglo-saxônica relacionados com Ceaulino. O Túmulo de Odim (Alton) está mais ao sul

Ceol, Ceola ou Ceolrico (em latim: Ceolricus; em inglês antigo: Ceolric) foi rei da Saxônia Ocidental de 592 até 597.

## Vida
Ceol era filho de Cuta ou Cutulfo, o filho de Cínrico. Segundo a Crônica Anglo-Saxônica, começou seu reinado em 591 mas foi apenas no ano seguinte que repeliu seu tio Ceaulino numa batalha no Túmulo de Odim (uma mamoa hoje chamada Cova de Adão, em Alton, Viltônia). Segundo o anal de 592, "Aqui houve grande massacre em Túmulo de Odim, e Ceaulino foi repelido." Após sua morte em 597, o trono passou para seu irmão Ceolvulfo que reinou por 17 anos.
Talvez alguma cisão do poder entre os saxões ocidentais ocorreu com a morte de Ceaulino: Ceol e Ceolvulfo podiam estar centrados em Viltônia, em oposição ao vale do Tâmisa. Essa cisão também pode ter ajudado na ascensão de Etelberto no sul da Britânia. Os saxões ocidentais permaneceram influentes em termos militares, porém: a crônica e Beda registram contínua atividade militar contra Essex e Sussex dentro do 20 ou 30 anos após a morte de Ceaulino.
Ceol tinha um filho chamado Cinegilso. Talvez por Cinegilso ser muito jovem para herdar o trono à morte de seu pai, ele foi dado para Ceolvulfo, como era provavelmente costume entre os saxões. Em 1967, Wright e Jackson encontraram uma pedra em Wroxeter num contexto sub-romano (datando de ca. 460-475) com a inscrição CUNORIX MACUS MAQVI COLINE que se traduz como "Cunorix ('rei cão' = Cínrico) filho de Maqui-Coline ('filho de Azevinho), ambos reconhecidos como nomes pessoais britânicos. É possível que Maqui Coline está relacionado com Ceol, sugerindo uma família rival àquela de Ceaulino.